# آرثر جون هولاند
آرثر جون هولاند (بالإنجليزية: Arthur John Holland)‏ هو سياسي أمريكي، ولد في 24 أكتوبر 1918، وتوفي في 9 نوفمبر 1989.